# 影子内阁
影子内阁（英語：Shadow Cabinet）是指某些行議會制的民主国家，其在野党为准备上台执政而设的预备内阁，設有與內閣當局各部對應的諸位「影子大臣」或「影子部長」；往往由下议院中最大的反对党领袖，物色下院中有影响力的同党议员，按内阁形式组建而成。这种制度由英国保守党首创，后为一些英联邦西敏制国家所采用。

## 简介
英国是典型的议会民主制的君主立宪制国家，其议会包括英国上议院和英国下议院。上院与君主並非选举产生，下院由單一选区选举产生。议会多数党领袖担任英国首相，并由他负责挑选本党人员组成内阁。而最大的在野党随之成为正式的反对党，并组织“影子内阁”。一般来说，“影子内阁”的成员都是议会议员，与其他所有议会议员领取一样的薪水和补助。常出现的称某人为“影子”贸易与工业大臣，实际是指他为在野党负责贸易与工业的议员。
“影子内阁”通常不会附和内阁大臣的观点，反而会与之唱反调。“影子内阁”负责领导下院中本党成员的一切活动，当遇到议会辩论时，“影子大臣”往往会踊跃发言，在阐述本党观点的同时，指出并攻击时任内阁的问题与缺陷。影子內閣的比喻恰如光源照射物體，在其後方形成影子；亦即影子永遠站在光明的另一面或反對面。
“影子内阁”会给当任内阁施加种种压力，其存在是为了制衡当任内阁，并最终取而代之。在野党在野时的“影子内阁”往往也就是该党执政时的当任内阁，全套內閣有时照搬，有时略作调整。因而，称“影子内阁”为“準内阁”、“预备内阁”或“在野内阁”可能更为确切。
此外，不同于總統制国家，因已组建“影子内阁”，因此当任内阁下野后会隨即上任，無需時間再籌组政府。